# Henric Horn af Åminne
Henric Arvid Bengt Christer Horn af Åminne (né le 12 mars 1880 à Stockholm, mort le 6 décembre 1947 dans la même ville)  est un officier militaire et cavalier suédois.

## Carrière

### Sport
Henric Horn af Åminne participe aux Jeux olympiques de 1912 à Stockholm, dans l'épreuve de concours complet. Il finit dixième de l'épreuve individuelle. L'équipe suédoise, composée également d'Axel Nordlander, Nils Adlercreutz, Ernst Casparsson, est championne olympique ; cependant Horn af Åminne ne reçoit pas de médaille d'or, car seuls les trois meilleurs membres de chaque équipe sont retenus, il est le quatrième.

### Militaire
Horn af Åminne est ryttmästare dans l'armée suédoise.